# الحسن الرصاص
الحسن الرصاص (546–584هـ _1151-1188م) واسمه الكامل هوالحسن بن محمد بن الحسن بن محمد بن أبي طاهر محمد بن إسحاق بن أبي بكر بن عبد الله الرصاص، أحد علماء اليمن، محقق، أصولي، واسع الدراية، تتلمذ على شيخ الإسلام جعفر بن أحمد بن عبدالسلام البهلولي، وأشهر تلامذته عبدالله بن حمزة وأبو القاسم بن الحسين بن شبيب التهامي مؤلف الإكليل على كتاب الكيفية والتحصيل، ترجمه بن أبي الرجال في مطلع البدور وأطنب في وصفه.

## وفاته
توفي في28 شوال سنة 584هـ الموافق 20 نوفمبر 1188م عن38 سنة، وقبر في صنعاء في هجرة سناع بجانب القاضي جعفر بن أحمد البهلولي. 

## مؤلفاته
- -التبيان لياقوتة الإيمان وواسطة البرهان. جمعه عن أبي الفضل العباس بن شروين (مخطوط) قال الحبشي: في 241 ورقة جامع المكتبة الغربية رقم 219 (كلام) مصورة بمعهد المخطوطات (علم: كلام)، أخرى بمكتبة السيد عبد الله الوزير هجرة السر.
- - تقريب البعيد من مسائل الرشيد. (أحمد بن علي الأسواني الرشيد المتوفى سنة 563هـ) (مطلع البدور، وقال في الطبقات: وكان عمره يوم أجاب هذا تسع عشرة سنة).
- - المؤثرات في أصول الدين. ـ خ ـ في الجامع أوقاف رقم 624، وثانية خطت سنة 986هـ رقم 65 مجاميع، أخرى مخطوطة سنة 1062هـ ضمن مجموع بمكتبة آل الهاشمي رقم 185. وشرحه العلامة علي بن محمد البكري بكتابه مصباح الظلمات في كشف معاني المؤثرات (انظر في ترجمته).
- - العشر الفوائد. (مطلع البدور، والطبقات).
- - البراهين الجلية على أن الوجود زائد على الماهية. ذكره السيد عبد الرقيب حجر في ترجمته بأعيان الزيدية وهو رد على ابن الملاحمي المعتزلي.
- - كيفية وجود الأعراض الموصل في بيان ذلك إلى أبلغ الأغراض. ـ مخطوطـ ضمن مجموع بمكتبة السيد محمد بن عبد العظيم الهادي، ومكتبة العلامة عبد الرحمن شايم المؤيدي.
- - الفائق في أصول الفقه مخطوط مكتبة جامع الشجرة حوث مصورة رقمياً مكتبة مؤسسة الإمام زيد بن علي الثقافية. - الكاشف لذوي البصائر في إثبات الأعراض والجواهر. (مطلع البدور، والطبقات).
- - كيفية كشف الأحكام والصفات عن خصائص المؤثرات والمقتضيات. منه نسخة مصورة عن مخطوط خط سنة 860هـ بقلم الإمام عز الدين بن الحسن في مكتبة السيد محمد بن عبد العظيم الهادي ومكتبة شايم، ومخطوط ـ مكتبة جامع شهارة، وهنالك (التذكرة لفوائد التحصيل منسوباً إلى المترجم برقم 563 مكتبة الأوقاف يقع في 328 ورقة. وأخرى بنفس الاسم الأول ـ مخطوط ـ مكتبة آل الهاشمي ضمن مجموع 178، وتحتوي على الفصول الآتية: فصل في كيفية ثبوت الصفات والأحكام وما يتصل بذلك، فصل في الصفة التي بالفاعل، فصل في الصفات المعنوية، فصل في الصفات المقتضاة، فصل في الأحكام المستحقة بالفاعل، فصل في الأحكام المعنوية، فصل في الأحكام المقتضاة، خاتمة الكتاب) وهنالك كتاب: تعليق الكيفية شرح للمذكور من إملاء قاسم بن أحمد بن حميد المحلى ـ مخطوط ـ سنة 822هـ ـ مخطوط ـ مكتبة آل الوزير بالسر.
- - المؤثرات ومفتاح المشكلات. (مخطوط) ـ خ ـ سنة 813 برقم 688، وثانية خطت سنة 921 ضمن مجلد برقم 649 مكتبة الأوقاف الجامع الكبير، وأورده الحبشي باسم (المؤثرات في أصول الدين من المختصرات) وقال: ـ مخطوط ـ بمكتبة الحبشي، وعليه شروح للبكري. أخرى مصورة عن مخطوط سنة 953ه بمكتبة السيد محمد عبد العظيم الهادي، أخرى باسم: كتاب المؤثرات، منسوبة للحسن بن أحمد الرصاص مخطوط سنة 953هـ مكتبة آل الهاشمي، أخرى نفس المكتبة مخطوط سنة 874هـ.
- - مناقضات أهل المنطق. (كتاب حافل ذكره ابن أبي الرجال في مطلع البدور، والسيد إبراهيم بن القاسم في الطبقات). - المقصود في المقصور والممدود. مخطوط بمكتبة الفاتيكان. (مصادر الحبشي).
- - الرسالة الضامنة الوافية بإفحام ناصر مذهب القدرية. - القاطع للوتين من لجاج المتعنتين.
- - الهادم للأصل المهين الملقب بالأصل المبين. - الرسالة الصامتة. - الرسالة الناطقة. (هجر العلم).
- - الرسالة الهاشمة لأنف الضلال.
- - الرسالة القاطعة للأوراد من لجاج المتعنت من الأمراد.
- - الرسالة الغراء.
- - المقاصد كتاب كبير نقض به كتاب محمد بن محمد الغزالي الطوسي (المستطاب).
- - التحصيل في التوحيد والتعديل في أصول الدين شرحه ابنه بكتاب أسماه: التذكرة مخطوط سنة 633هـ مكتبة جامع شهارة. - التفصيل لجمل التحصيل ـمخطوطة منه القسم الثالث مكتبة برلين رقم 10279.
- - الأخذ باليمين من تمويه المموهين.
- - شرح المؤثرات ومفتاح المشكلات.
- - الإنتصار لمذكرة العترة الأطهار. مخطوط في الإمبروزيانا.[4]